# Pachydissus aquilus
Pachydissus aquilus es una especie de escarabajo longicornio del género Pachydissus, tribu Cerambycini, subfamilia Cerambycinae. Fue descrita científicamente por Olliff en 1889.

## Descripción
Mide 28-43 milímetros de longitud.

## Distribución
Se distribuye por Angola, Benín, Camerún, Costa de Marfil, Namibia, República Democrática del Congo, República de Sudáfrica, Tanzania, Togo, Zambia y Zimbabue.